# Calbourne
Calbourne – wieś w Anglii, na wyspie Wight. Leży 9 km na zachód od miasta Newport i 129 km na południowy zachód od Londynu.